# Moadon Kaduregel Hapoel Tzafririm Holon
Il Moadon Kaduregel Hapoel Tzafririm Holon (in ebraico הפועל מועדון כדורגל צפרירים חולון‎?), noto come Hapoel Tzafririm Holon, è una società calcistica israeliana con sede nella città di Holon.
Il club nacque nel 1985 dalla fusione di altre due società, l'Hapoel Holon e lo Tzafririm Holon, che in quel momento militavano rispettivamente in Liga Artzit (che all'epoca era la seconda divisione) e in Liga Alef (la terza divisione).
A cavallo tra gli anni ottanta e gli anni novanta, l'Hapoel Tzafririm Holon militò per diverse stagioni in Liga Leumit (al tempo, la prima divisione israeliana). L'ultima partecipazione nella massima serie avvenne nel 2000-2001.
Da quel momento, il club ha incontrato un inesorabile declino, che l'ha portato fino alla quarta divisione, la Liga Bet, dove si trova tutt'oggi.

## Palmarès

### Competizioni nazionali
- Liga Leumit: 1

1999-2000

### Altri piazzamenti
- Coppa di Lega israeliana:

Semifinalista: 1998-1999
- Liga Leumit:

Secondo posto: 1997-1998